# خط ۱۰ متروی پاریس
خط ۱۰ متروی پاریس (فرانسوی: Ligne 10 du métro de Paris‎) یکی از خطوط متروی پاریس است.
این خط که در سال ۱۹۲۳ تأسیس شده دارای ۲۳ ایستگاه و ۱۱٫۷ کیلومتر طول می‌باشد.

## نگارخانه

Geographically accurate path of Paris Métro Line 10

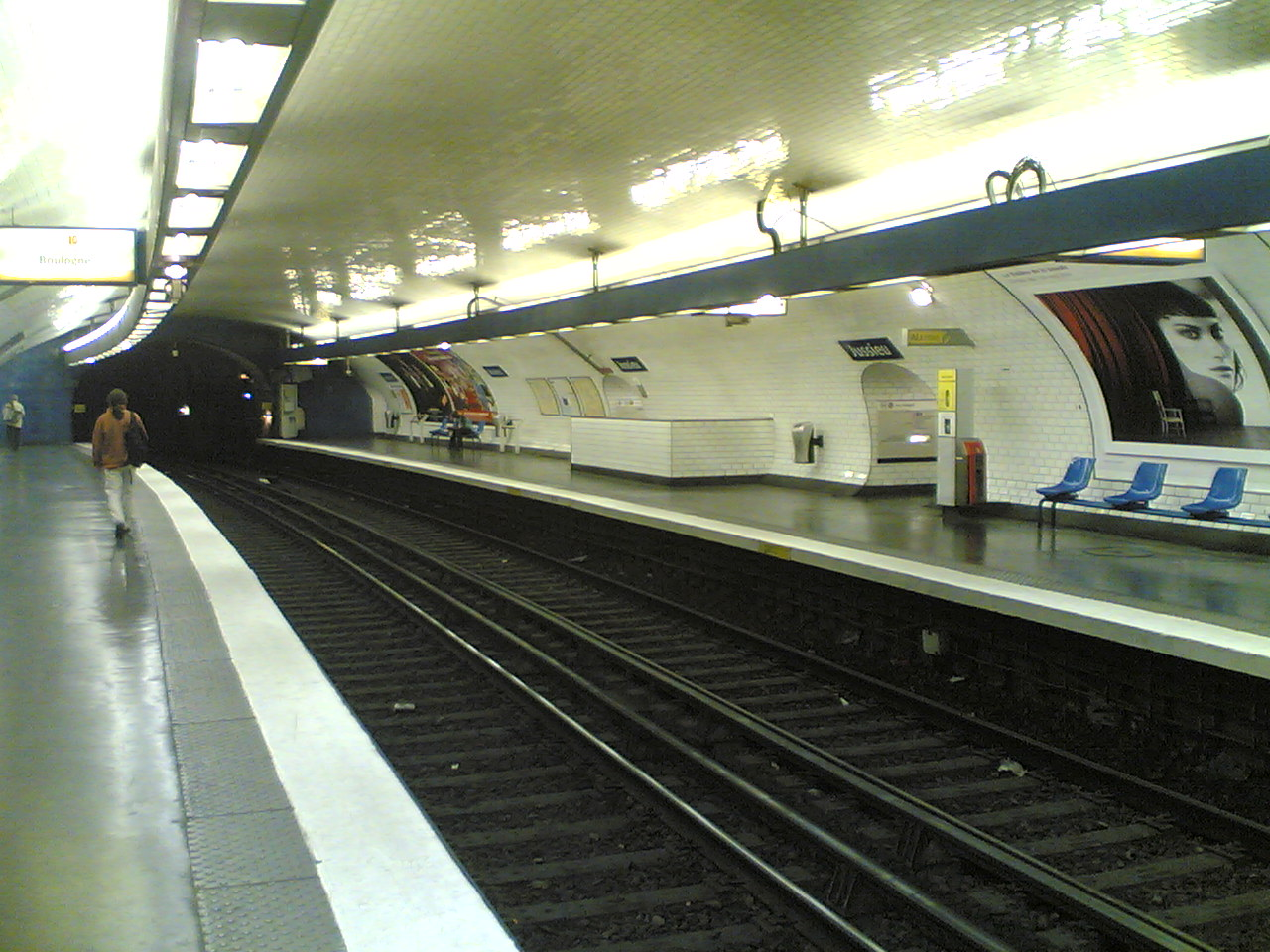
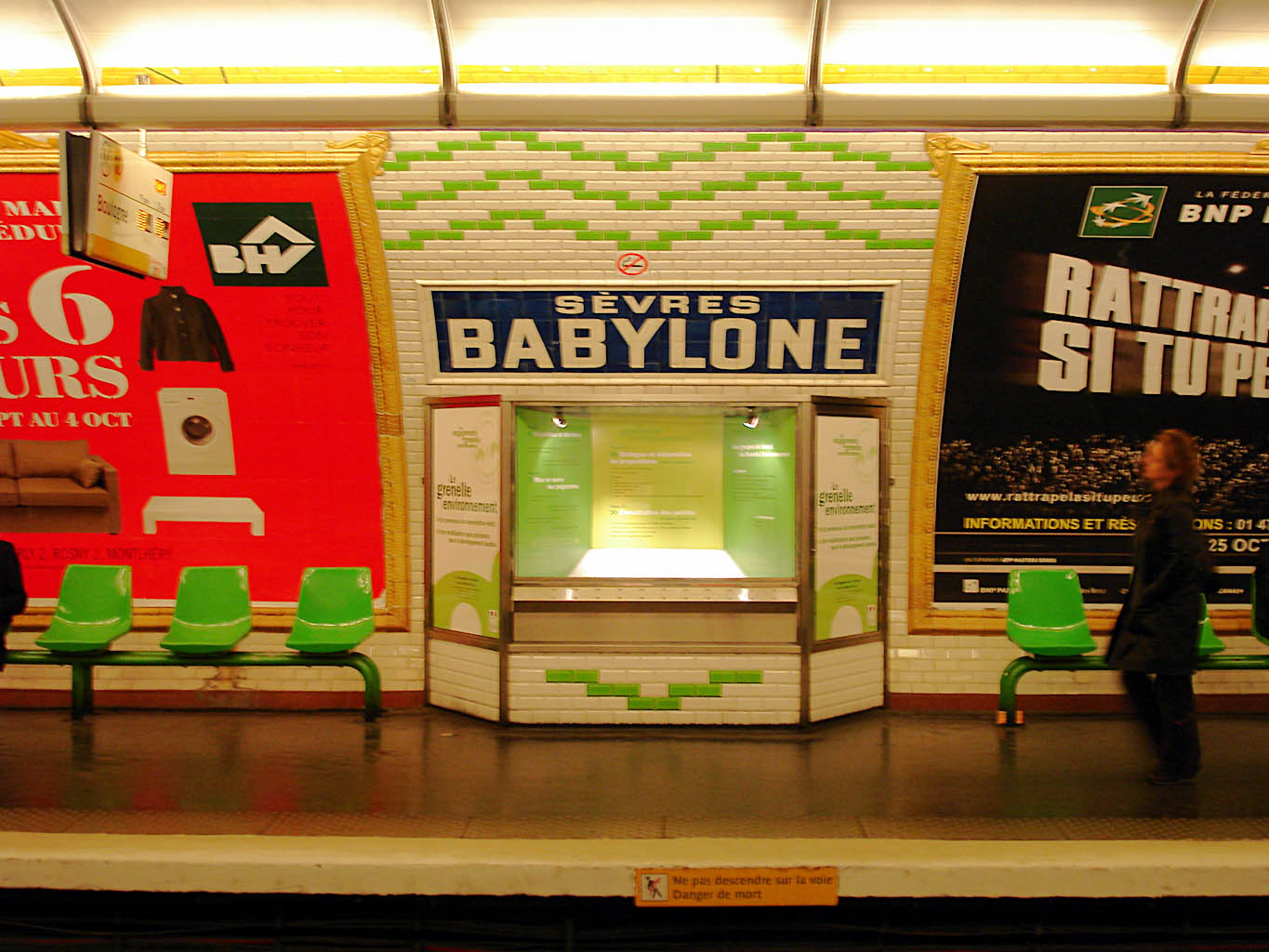
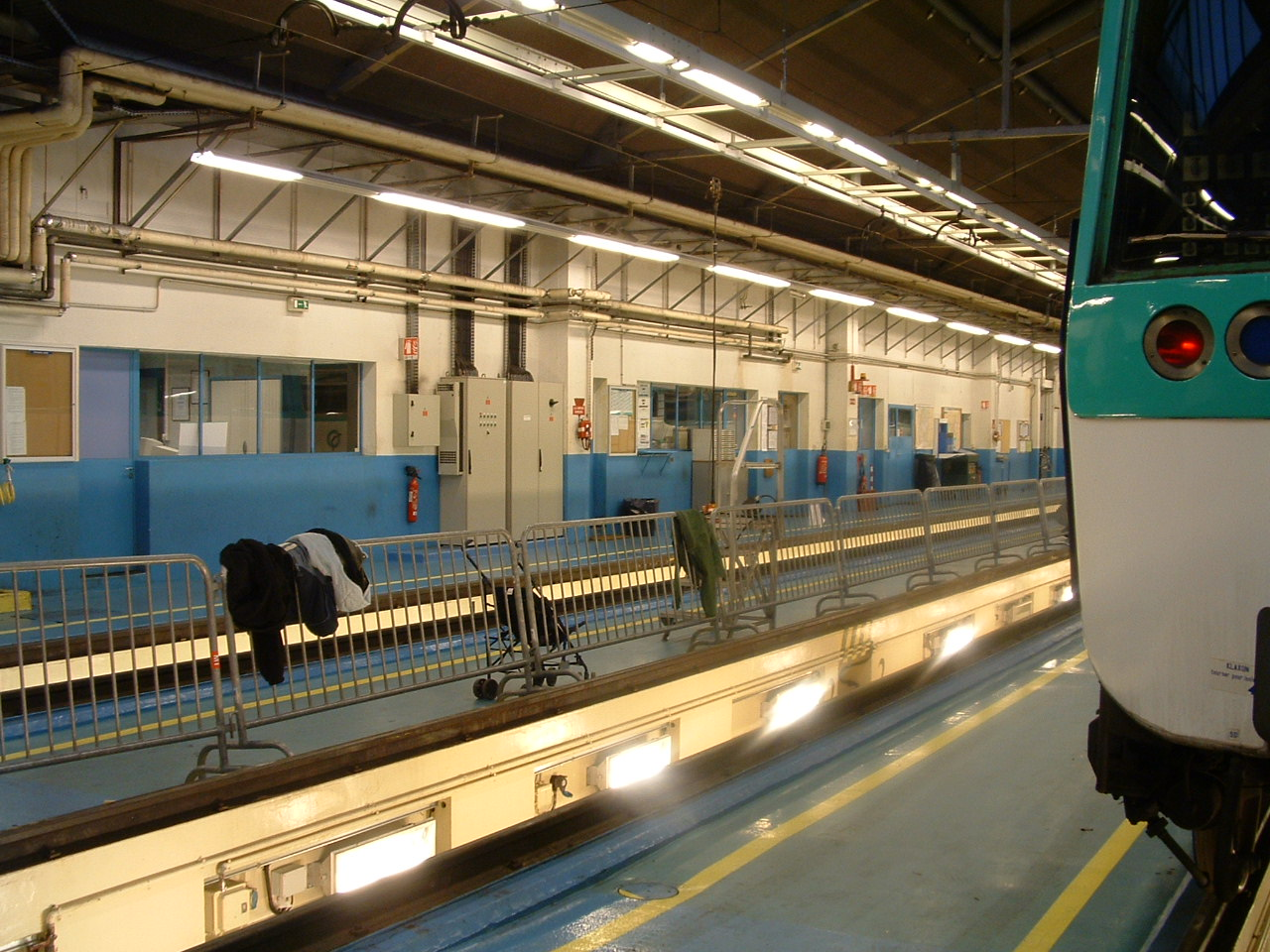